# Меланн
Меланн (норв. Meland) — коммуна в губернии Хордаланн в Норвегии. Административный центр коммуны — город Фрекхёуг. Официальный язык коммуны — нюнорск. Население коммуны на 2007 год составляло 6233 чел. Площадь коммуны Меланн — 92,54 км², код-идентификатор — 1256.

## История населения коммуны
Население коммуны за последние 60 лет.